# Vous êtes très jolie mademoiselle
Pour plus de détails, voir Fiche technique et Distribution.
Vous êtes très jolie mademoiselle est un court métrage français écrit et réalisé en 2014 par Thierry Terrasson (alias Jim),.

## Fiche technique[3]
- Réalisateur : Thierry Terrasson
- Scénario : Thierry Terrasson
- Directeur photo : Stéphan Kot
- Musique : Thierry Chaze
- Montage : Céline Kelepikis
- Son : José Vincente

## Distribution[3]
- Alison Cossenet : la jolie mademoiselle
- Julien Masdoua
- Philippe Hassler

## Distinctions
- 2015: Festival international du court-métrage de l'Outaouais
  - Lauréat du Prix du public[4]

- 2015: Le court-métrage fut soumissionné au Festival de Cannes 2015[3]